# Enrico V di Baviera
Enrico I di Lussemburgo o Enrico V di Baviera (prima del 964 – 27 febbraio 1026) è stato un nobile franco, fu conte di Lussemburgo (come Enrico I) dal 998 fino alla sua morte e duca di Baviera (come Enrico V), prima dal 1004 al 1009, e poi dal 1017 fino alla sua morte.

## Origine
Enrico era figlio del Conte di Moselgau e delle Ardenne, considerato il primo conte di Lussemburgo ed il fondatore della Casata di Lussemburgo, un ramo cadetto della Casa delle Ardenne, Sigfrido I di Lussemburgo e della moglie, Hedwige di Nordgau, come ci viene confermato dal documento nº 220 del Mittelrheinisches Urkundenbuch I, del 964 (937-992), figlia del conte Eberardo IV di Nordgau e di Luitgarda di Lotaringia.
La paternità di Sigfrido non è sicura, secondo alcune fonti era figlio del Conte di Bidgau, Vigerico, di cui non si conoscono gli ascendenti, che divenne Conte palatino di Lotaringia con Carlo III il Semplice, e di Cunegonda (figlia di Ermetrude, a sua volta, secondo la Genealogiae Comitum Flandriae, figlia del re dei Franchi occidentali, Luigi II il Balbo).
Sigfrido, figlio sicuramente di Cunegonda da parte materna era discendente di Carlo Magno (alla sesta generazione).
Per la paternità alcuni lo considerano figlio del secondo marito di Cunegonda, Ricwin di Verdun, mentre altri ancora, lo considerano figlio di un eventuale terzo marito di Cunegonda di cui non si conoscono né il nome né gli ascendenti.
Comunque la vicinanza con Vigerico di Bidgau ci fu, in quanto il futuro papa Gerberto di Aurillac, nella lettera n° XXXV delle Gerberti Epistolae, cita (Godefridum, patruumque eius Sigifridum) Sigfrido come zio paterno di Goffredo I di Verdun, nipote di Vigerico di Bidgau (Vigerico era il nonno).

## Biografia
Enrico viene citato per la prima volta in un documento, nel 964, dove suo padre, Sigfrido, col documento nº 220 del Mittelrheinisches Urkundenbuch I, raggiunse un accordo con l'arcivescovo di Treviri e fece un riferimento a moglie e figlio primogenito (coniunx mea Hadewige, filiusque noster Henricus).
Enrico viene citato ancora in un documento del Mittelrheinisches Urkundenbuch I, il nº 269, inerente ad una donazione all'abbazia di San Massimino di Treviri; questa donazione è datata 993, ma vi è il sospetto che sia avvenuta dopo il 1004, in quanto Enrico viene citato col titolo di duca(Henricus ducis).
Suo padre, Sigfrido, morì nel 998 e secondo la Vitæ Heinrici et Cunegundis Imperatores, morì il 28 ottobre (5 Kal Novembris Sigefridus Kunuz comes, pater Chunigundis imperatricis, obiit), ed Enrico gli succedette nella contea di Lussemburgo.
L'Annalista Saxo, nella sua cronaca imperiale, cita Enrico futuro duca di Baviera (Heinrich postmodum ducis Bawarici), quando parla del matrimonio di sua sorella Cunegonda con Enrico II, imperatore del Sacro Romano Impero.
Nel 1004 dopo l'assemblea di Ratisbona, ricevette la Baviera da suo cognato, il re dei Franchi orientali e futuro imperatore Enrico II che era anche duca di Baviera. Come duca di Baviera, nell'estate del 1005, Enrico, al comando dei bavaresi, si unì alle truppe imperiali, nella guerra contro Boleslao I, duca di Polonia.
Secondo il Herimanni Augiensis Chronicon, nel 1008, alla morte del vescovo di Treviri, Liudolfo, l'imperatore Enrico II nominò vescovo di Treviri, Mengigaldo, mentre Enrico, con l'appoggio dei fratelli, Teodorico, vescovo di Metz e Federico, conte di Moselgau, avevano appoggiato l'elezione del loro fratello, Adalberto, canonico di Treviri, e, ribellandosi al loro cognato imperatore, avevano occupato la sede vescovile di Treviri. Al vescovo Mengigaldo fu impedito di entrare in città; allora l'imperatore privò Enrico del titolo ducale di Baviera e l'imperatore riassumette il titolo di duca di Baviera; Enrico ed il fratello Adalberto mantennero il possesso di Treviri, anche dopo che Teodorico, nel 1012, aveva fatto atto di sottomissione all'imperatore.
Dopo la morte di Mengigaldo, nel 1013, l'imperatore Enrico II aveva nominato vescovo di Treviri, Poppone di Babenberg, persona molto risoluta, ed Enrico ed Adalberto vennero a patti e alla dieta di Pasqua del 1017, fu raggiunta l'intesa tra l'imperatore, Enrico II ed i suoi cognati, sancita nel novembre di quello stesso anno, con il reinsediamento di Enrico al ducato di Baviera; secondo il Thietmari Chronicon Enrico venne reinsediato ufficialmente, a Ratisbona, nel 1018.
Secondo gli storici Mommsen, T. E. e Morrison, K. F., nel loro Imperial Lives and Letters of the Eleventh Century (New York, 1962) (non consultato), alla morte di Enrico II, nel 1024, il ducato di Baviera non fu confermato ad Enrico dal suo successore sul trono dei Franchi orientali, Corrado II.
Enrico morì, nel 1026 (Anno domini 1026 Heinricus dux Bavarie frater sante Chunigundis obiit), come ci conferma la Historia Episcoporum Pataviensium et Ducum Bavariæ e alla sua morte il nipote Enrico divenne Conte di Lussemburgo mentre il ducato di Baviera tornò al re dei Franchi orientali e futuro imperatore di quel tempo Corrado II che lo trasferì a suo figlio Enrico il Nero, approfittando del fatto che Enrico non aveva eredi diretti.

## Discendenza
Enrico non si sposò mai e non si conosce alcuna discendenza.

## Ascendenza
|                         |   |            | Genitori             |  |  | Nonni |  |  | Bisnonni |  |  | Trisnonni |  |
|                         |   |            |                      |  |  |       |  |  | …        |  |  | …         |  |
|                         |   |            |                      |  |  |       |  |  | …        |  |  | …         |  |
|                         |   | …          |                      |  |  |       |  |  | …        |  |  |           |  |
| Vigerico di Bidgau      |   |            |                      |  |  |       |  |  | …        |  |  |           |  |
|                         |   | …          | …                    |  |  |       |  |  |          |  |  |           |  |
|                         |   | …          | …                    |  |  |       |  |  |          |  |  |           |  |
|                         |   | …          | …                    |  |  |       |  |  |          |  |  |           |  |
| Sigfrido di Lussemburgo |   | …          |                      |  |  |       |  |  |          |  |  |           |  |
|                         |   | …          | …                    |  |  |       |  |  |          |  |  |           |  |
|                         |   | …          | …                    |  |  |       |  |  |          |  |  |           |  |
|                         |   | …          | …                    |  |  |       |  |  |          |  |  |           |  |
| Cunegonda               |   | …          |                      |  |  |       |  |  |          |  |  |           |  |
|                         |   | Ermentrude | Luigi II di Francia  |  |  |       |  |  |          |  |  |           |  |
|                         |   | Ermentrude | Luigi II di Francia  |  |  |       |  |  |          |  |  |           |  |
|                         |   | Ermentrude | Ansgarda di Borgogna |  |  |       |  |  |          |  |  |           |  |
| Enrico V di Baviera     |   | Ermentrude |                      |  |  |       |  |  |          |  |  |           |  |
|                         | … | …          |                      |  |  |       |  |  |          |  |  |           |  |
|                         | … | …          |                      |  |  |       |  |  |          |  |  |           |  |
|                         | … | …          |                      |  |  |       |  |  |          |  |  |           |  |
| Eberardo IV di Nordgau  | … |            |                      |  |  |       |  |  |          |  |  |           |  |
|                         |   | …          | …                    |  |  |       |  |  |          |  |  |           |  |
|                         |   | …          | …                    |  |  |       |  |  |          |  |  |           |  |
|                         |   | …          | …                    |  |  |       |  |  |          |  |  |           |  |
| Edvige di Nordgau       |   | …          |                      |  |  |       |  |  |          |  |  |           |  |
|                         |   | …          | …                    |  |  |       |  |  |          |  |  |           |  |
|                         |   | …          | …                    |  |  |       |  |  |          |  |  |           |  |
|                         |   | …          | …                    |  |  |       |  |  |          |  |  |           |  |
| Liutgarda di Lotaringia |   | …          |                      |  |  |       |  |  |          |  |  |           |  |
|                         |   | …          | …                    |  |  |       |  |  |          |  |  |           |  |
|                         |   | …          | …                    |  |  |       |  |  |          |  |  |           |  |
|                         |   | …          | …                    |  |  |       |  |  |          |  |  |           |  |
|                         |   | …          |                      |  |  |       |  |  |          |  |  |           |  |

### Fonti primarie
- (LA)  Monumenta Germaniae Historica, Scriptores, tomus III.
- (LA)  Monumenta Germaniae Historica, Scriptores, tomus IV.
- (LA)  Monumenta Germaniae Historica, Scriptores, tomus V.
- (LA)  Monumenta Germaniae Historica, Scriptores, tomus VI.
- (LA)  Monumenta Germaniae Historica, Scriptores, tomus IX.
- (LA)  Monumenta Germaniae Historica, Scriptores, tomus XXV.
- (LA)  Mittelrheinisches Urkundenbuch, I.
- (LA)  Thietmari Merseburgensis episcopi chronicon Archiviato il 10 maggio 2009 in Internet Archive..

### Letteratura storiografica
- Edwin H. Holthouse, L'imperatore Enrico II, in «Storia del mondo medievale», vol. IV, 1999, pp. 126–169
- Austin Lane Poole, L'imperatore Corrado II, in «Storia del mondo medievale», vol. IV, 1999, pp. 170–192